# Hoznayo
Hoznayo es una localidad española del municipio de Entrambasaguas, en Cantabria.

## Geografía
En 2023 contaba con una población de 1210 habitantes (INE). La localidad se encuentra a 55 m de altitud sobre el nivel del mar, y a 2 km de la capital municipal, Entrambasaguas.

## Patrimonio

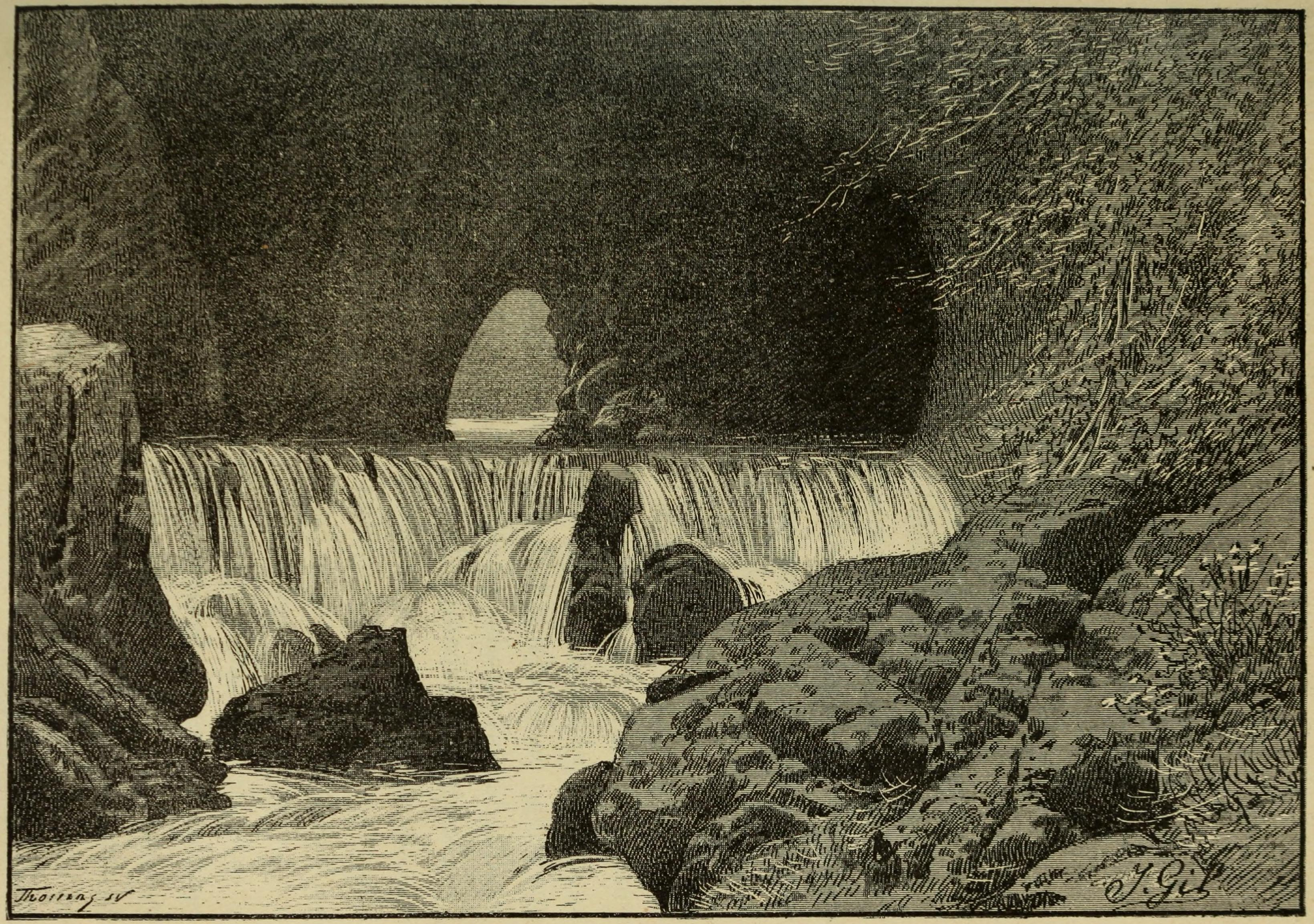
«Gruta del Diablo y cascada en el balneario de Hoznayo» en una ilustración de Isidro Gil (c. 1891)

Destaca del lugar, el palacio de los Acebedo, recientemente restaurado, data de 1620 y  fue declarado Bien de Interés Cultural en 1979. Dentro de este palacio se situaban las estatuas orantes de varios miembros de la familia de los Acebedo, declaradas Bien de Interés Cultural en 2003. Estas estatuas están ubicadas actualmente en el Palacio de los Hornillos de la localidad de Las Fraguas, en el municipio de Arenas de Iguña. También destaca de Hoznayo el antiguo balneario de la Fuente del Francés, registrado en el Inventario General del Patrimonio Cultural de Cantabria como Bien Inventariado desde 2001.

## Fiestas
Fiestas de San Lucas, se celebran el 19 de octubre. Gran feria de artesanía, gastronomía, productos de temporada y el mejor ganado de los campos de Cantabria.